# Longicollum indicum
Longicollum indicum är en hakmaskart som beskrevs av Gupta 1970. Longicollum indicum ingår i släktet Longicollum och familjen Pomphorhynchidae. Inga underarter finns listade i Catalogue of Life.